# NGC 2281
NGC 2281 est un amas ouvert, situé dans la constellation du Cocher. Il a été découvert par l'astronome germano-britannique William Herschel en 1782.
NGC 2281 est à environ 558 pc (∼1 820 al) du système solaire et les dernières estimations donnent un âge de 358 millions d'années. La taille apparente de l'amas est de 25 minutes d'arc, ce qui, compte tenu de la distance, donne une taille réelle maximale d'environ 13,2 années-lumière.
Selon la classification des amas ouverts de Robert Trumpler, cet amas renferme moins de 50 étoiles (lettre p) dont la concentration est forte (I) et dont les magnitudes se répartissent sur un grand intervalle (le chiffre 3).